# Distrito de Lubaczów
El distrito de Lubaczów (polaco: powiat lubaczowski) es un distrito de Polonia perteneciente al voivodato de Subcarpacia. Su capital es la ciudad de Lubaczów. En 2006 tenía una población de 57 120 habitantes. Está subdividido en 8 municipios, de los cuales uno es urbano, 3 son rurales-urbanos y los otros 4 completamente rurales. Se ubica en la esquina nororiental del voivodato.

## Subdivisiones
Comprende los siguientes ocho municipios:
| Municipio                                   | Tipo         | Área (km²) | Población (2006) | Capital        |
| Lubaczów                                    | urbano       | 26.0       | 12 378           |                |
| Municipio de Lubaczów                       | rural        | 202.9      | 9133             | Lubaczów *     |
| Municipio de Narol                          | urbano-rural | 203.6      | 8385             | Narol          |
| Municipio de Cieszanów                      | urbano-rural | 219.4      | 7258             | Cieszanów      |
| Municipio de Oleszyce                       | urbano-rural | 151.8      | 6562             | Oleszyce       |
| Municipio de Horyniec-Zdrój                 | rural        | 202.8      | 4887             | Horyniec-Zdrój |
| Municipio de Stary Dzików                   | rural        | 155.8      | 4588             | Stary Dzików   |
| Municipio de Wielkie Oczy                   | rural        | 146.5      | 3929             | Wielkie Oczy   |
| * sede administrativa exterior al municipio |              |            |                  |                |